# David Houard
Pour les articles homonymes, voir Houard.
David Houard ou David Hoüard, né à Dieppe le 26 février 1725 et mort à Abbeville le 15 décembre 1802, est un avocat et jurisconsulte français. 

## Biographie
Membre associé à l'Académie des inscriptions et belles-lettres, on lui doit divers ouvrages dont : 
- Anciennes lois des Français conservées dans les coutumes anglaises recueillies par Littleton, 2 vol. Rouen, 1766
- Traité sur les coutumes anglo-normandes, 4 vol., 1776-1781
- Dictionnaire analytique et critique de la coutume de Normandie, 4 vol., 1780-1781.